# ワタキューセイモア
ワタキューセイモア株式会社は、京都府綴喜郡井手町に本社を置く、医療・福祉関連サービスを営む企業である。

## 概要
商号「ワタキュー」は、1872年（明治5年）に創業した綿の製造業「村田製綿所」の屋号「綿久（わたきゅう）」に由来する（企業設立は1962年「綿久寝具株式会社」として）。
戦後のなべ底不況による繊維製造業の低迷から「病院基準寝具」に注目し、特に地方や過疎地の病院・医療機関ではコストがかかりやすいリネン・布団類のクリーニング付きリース業を開始し、それを契機に福祉事業に進出するようになった。
現在はリネンサプライ事業をはじめ、病院施設内の清掃代行、病院や老人・介護ホームの施設プロデュース、関連会社の日清医療食品（日清食品グループ・日清製粉グループ・日清オイリオグループ等とは無関係）を通した病院や介護施設での給食提供など、医療・福祉関連サービスの総合事業を行っている。

## 沿革
- 2016年（平成27年）12月1日：有限会社西脇蒲團店（愛知県名古屋市北区、法人番号：1180002032246）を吸収合併[2]
- 2018年（平成29年）
  - 1月1日：株式会社三邦（岩手県奥州市、法人番号：3400601000157）を吸収合併[2]
  - 4月1日：株式会社サンキョー（鹿児島県姶良市、法人番号：7340001007895）を吸収合併[2]
  - 7月1日：北陸リネックス株式会社（石川県金沢市、法人番号：6220001009426）を吸収合併[2]
- 2019年（令和元年）
  - 7月1日：新高知基準寝具株式会社（高知県高知市、法人番号：7490001001289）を吸収合併[2]
  - 7月1日：株式会社シュンコー（福岡県久留米市、法人番号：1290001049882）を吸収合併[2]
- 2020年（令和2年）7月1日：伊予基準寝具株式会社（愛媛県伊予郡松前町、法人番号：8500001005089）を吸収合併[2]
- 2022年（令和4年）7月1日：綿久リネン株式会社（京都府綴喜郡井手町、法人番号：6130001037873）を吸収合併[2]
- 2023年（令和5年）7月1日：株式会社万葉（埼玉県さいたま市岩槻区、法人番号：8030001018205）を吸収合併[2]
- 2024年（令和6年）7月1日：株式会社粂川クリーニング工場（秋田県秋田市、法人番号：3410001001028）を吸収合併[2]

## 主要関連会社
ワタキューセイモア公式ウェブサイトより

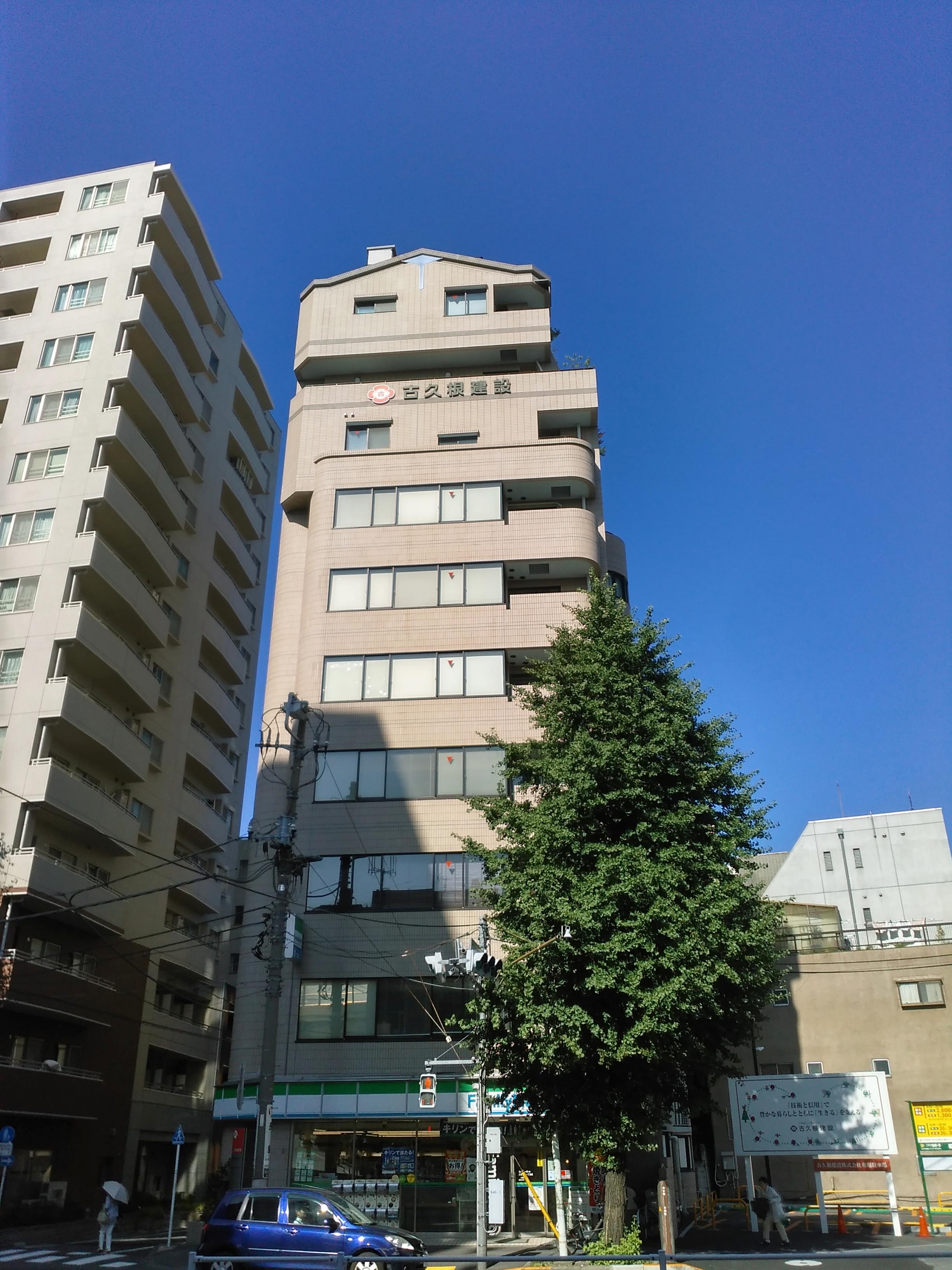
古久根建設本社（東京都文京区、2018年）

- ワタキューホールディングス株式会社 - 持株会社
- 日清医療食品株式会社 - 2011年3月に100%完全子会社化[4]。
- 株式会社フロンティア - 保険薬局の経営、福祉用具のレンタル・販売
- 株式会社メディカル・プラネット - 医療・福祉業界向け専門職の人材紹介・派遣
- 古久根建設株式会社 - 2010年11月に穴吹工務店の子会社である株式会社エイシィカンパニーグループから全株式を取得し子会社化[5][6]。